# Steffen Mezger
Steffen Mezger (* 6. Dezember 1978 in Heilbronn) ist ein deutscher Koch.

## Werdegang
Nach der Ausbildung wechselte Mezger 1998 ins Alte Amtshaus in Ailringen und 2001 ins Wald- und Schlosshotel Friedrichsruhe zu Lothar Eiermann, wo er zuletzt als Souschef tätig war. In dieser Zeit absolvierte er auch mehrere Praktika, unter anderem in der Residenz Heinz Winkler in Aschau (seinerzeit 3-Sterne) und im Tantris bei Hans Haas in München.
Von 2004 bis 2014 war er Küchenchef im Bayerischen Hof in München, zuerst im Garden Restaurant und seit September 2009 im Atelier, das im Guide Michelin 2011 mit einem Stern ausgezeichnet wurde; der Gault Millau vergab 17 Punkte. 
Von Mai 2014 bis September 2020 war er Küchenchef in der Residenz Heinz Winkler, das mit zwei Michelinsternen ausgezeichnet war. Im Herbst 2020 wechselte er zum Wellness Natur Resort Gut Edermann in Teisendorf.
Seit Oktober 2021 leitet Steffen Mezger zusammen mit seiner Frau Nadine das Hotel-Restaurant Jagstmühle in Heimhausen (Mulfingen).

## Auszeichnungen
- 2010, ein Stern im Guide Michelin 2011 für das Atelier
- Seit 2014, zwei Sterne im Guide Michelin für die Residenz Heinz Winkler
- 17 Punkte im Gault Millau

## Fernsehauftritte
- Mehrmalige Teilnahme bei Dinner for Everyone von DSF[8]

## Publikationen
- Beitrag in: Sous-Vide-Grundkochbuch, Kornmayer Verlag 2010, ISBN 978-3938173688.